# Нижчекропивнянська волость
Нижчекропивнянська волость — історична адміністративно-територіальна одиниця Гайсинського повіту Подільської губернії з центром у селі Нижча Кропивна.
Станом на 1885 рік складалася з 11 поселень, 13 сільських громад. Населення — 9605 осіб (4867 чоловічої статі та 4738 — жіночої), 1331 дворове господарство.
|                     | Площа, десятин | У тому числі орної, дес. |
| ------------------- | -------------- | ------------------------ |
| Сільських громад    | 8176           | 5486                     |
| Приватної власності | 10705          | 5874                     |
| Казенної власності  | —              | —                        |
| Іншої власності     | 392            | 282                      |
| Загалом             | 19273          | 11642                    |

Основні поселення волості:
- Нижча Кропивна — колишнє власницьке село за 21 версту від повітового міста, 888 осіб, 535 дворових господарств, православна церква, католицька каплиця, поштова станція, постоялий будинок, 3 водяних млини, цегельний завод. За 12 верст — поштова станція Рідкодуб. За 14 верст — лісопильний завод.
- Вища Кропивна — колишнє власницьке село, 569 осіб, 108 дворових господарств, православна церква, постоялий будинок, водяний млин, винокурний завод.
- Кунка — колишнє власницьке село, 645 осіб, 102 дворових господарства, православна церква, постоялий будинок, 2 водяних млини.
- Лоївці — колишнє власницьке село, 338 осіб, 59 дворових господарств, православна церква, постоялий будинок, водяний млин.
- Мельниківці — колишнє власницьке село, 624 особи, 117 дворових господарств, православна церква, постоялий будинок, 2 водяних млини, винокурний завод.
- Носівці — колишнє власницьке село, 1568 осіб, 182 дворових господарства, православна церква, 2 постоялих будинки, водяний млин, цегельний і винокурний заводи.
- Ометинці — колишнє власницьке село, 1600 осіб, 281 дворове господарство, православна церква, постоялий будинок, 4 водяних млини, цегельний і винокурний заводи.
- Остолопів — колишнє власницьке село, 769 осіб, 111 дворових господарств, православна церква, постоялий будинок.
- Райгород — колишнє власницьке містечко, 600 осіб, 109 дворових господарств, православна церква, синагога, 23 лавки, дріжджовий і винокурний заводи, базари через 2 тижні.